# أندرو تشوي
أندرو تشوي (هانغل: 앤드류 최) هو كاتب أغاني ومغني وملحن كوري الجنوبي، ولد في 25 ديسمبر 1980 في بوسان في كوريا الجنوبية.

## وصلات خارجية
- أندرو تشوي على موقع ميوزك برينز (الإنجليزية)